# Дэйк, Терренс Рекс
Терренс Рекс Дэйк (англ. Terrence Rex Dake; род. 22 июля 1944 года, Омаха, Небраска, США) — американский военачальник, четырехзвёздный генерал Корпуса морской пехоты США в отставке. С 1998 по 2000 год занимал должность заместителя коменданта Корпуса морской пехоты.

## Биография
Дэйк родился 22 июля 1944 года в Омахе, штат Небраска. Вырос в миссурийском Озарке в Роки-Комфорт. Получил степень бакалавра в Колледже Озарка и Университете Арканзаса, где изучал историю и был президентом отделения братства Тау Каппа Эпсилон в течение осеннего семестра на последнем курсе. Получил степень магистра искусств в университете Пеппердайн. После окончания офицерской кандидатской школы в октябре 1966 года был произведён во вторые лейтенанты. 25 января 1968 года Дэйк был назначен военно-морским летчиком на базу военно-морской авиации в Пенсаколе, штат Флорида.
Лётный стаж Дэйка составляет более шести тысяч часов. Генерал Дэйк летал на вертолётах во всех авиационных подразделениях Корпуса морской пехоты. Принимал участие в боевых действиях во Вьетнаме в 1968—1969 годах, летал на вертолётах CH-53A. В 1983—1985 годах был командиром Первой вертолётной эскадрильей морской пехоты и пилотом президентского вертолёта. С июля 1987 по июль 1990 года Дэйк занимал должность директора по совместному обучению и доктрине при главнокомандующем Атлантическим командованием Вооружённых сил.
В марте 1992 года Дэйк был произведён в бригадные генералы и занимал следующие должности: помощник заместителя начальника штаба авиации; генерал-инспектор Корпуса морской пехоты; заместитель командующего командованием боевого развития Корпуса морской пехоты; командующий и заместитель начальника штаба авиации. С 1995 по июль 1996 года служил командующим 3-м авиакрылом морской пехоты. Кроме того, он служил помощником начальника оперативного штаба в этом соединении, самом крупном авиакрыле, когда-либо участвовавшем в боевых действиях Корпуса морской пехоты, во время операций «Щит пустыни» и «Буре в пустыне».
Дэйк был произведён в генералы и 5 сентября 1998 года занял должность заместителя коменданта Корпуса морской пехоты. 7 сентября 2000 года он вышел в отставку.